# Sumdo (sockenhuvudort i Kina, Qinghai Sheng, lat 35,52, long 100,93)
Sumdo (kinesiska: 森多, 森多乡) är en sockenhuvudort i Kina. Den ligger i provinsen Qinghai, i den nordvästra delen av landet, omkring 140 kilometer sydväst om provinshuvudstaden Xining. Antalet invånare är 14 346. Befolkningen består av 6 999 kvinnor och 7 347 män. Barn under 15 år utgör 29,0 %, vuxna 15-64 år 64 %, och äldre över 65 år 5,0 %.
Runt Sumdo är det glesbefolkat, med 9 invånare per kvadratkilometer. Närmaste större samhälle är Mangqu, 17,9 km väster om Sumdo. Trakten runt Sumdo består i huvudsak av gräsmarker.
Genomsnittlig årsnederbörd är 589 millimeter. Den regnigaste månaden är juli, med i genomsnitt 144 mm nederbörd, och den torraste är december, med 2 mm nederbörd.